# استانیسلاو زارمبا
استانیسلاو زارمبا (به لهستانی: Stanisław Zaremba) (زاده ۳ اکتبر ۱۸۶۳-درگذشته ۲۳ نوامبر ۱۹۴۲ در کراکوف) ریاضیدان اهل لهستان بود.
او که فرزند یک مهندس بود، در سنت پترزبورگ به مدرسه رفت. پس از آن به پاریس رفت و در سال ۱۸۸۹ در پاریس به سرپرستی امیل پیکار دانش‌آموخته دوره دکتری شد. او همچنین با ریاضیدانان فرانسوی همچون ادوارد گورسا و پل پینلو دوستی و ارتباط داشت. در سال ۱۹۰۰ به لهستان بازگشت و در کراکوف به درجه استادی رسید. زارمبا کتابهای ریاضی بسیاری نوشت و در سال ۱۹۱۹ بنیانگذار و رئیس انجمن ریاضی لهستان شد.
زارمبا در زمینه‌های گوناگونی از ریاضیات همچون آنالیز فوریه، اصل موضوعی سازی مکانیک، معادلات دیفرانسیل با مشتقات پاره‌ای و معادلات دیفرانسیل هذلولوی پژوهش کرد. وی همچنین دکترای افتخاری کراکوف، پوزنان و کان را داشت.